# پارک یویوگی
پارک یُویُوگی (به ژاپنی: 代々木公園 Yoyogi kōen) یکی از پارک‌های توکیو پایتخت ژاپن است. این پارک بسیار وسیع در سال ۱۹۶۷ میلادی افتتاح شده و در منطقهٔ شیبویا، در کنار معبد میجی قرار دارد. پارک یویوگی ۵۴ هکتار مساحت دارد و از نظر بزرگی بعد از پارک میزوموتو، پارک کاسائی رینکائی، پارک هیکاریگائوکا و پارک شینجوکو گیوئن پنجمین پارک بزرگ مناطق ویژه توکیو محسوب می‌شود.

## رسیدن به پارک
- ایستگاه هاراجوکو تنها سه دقیقه تا پارک یویوگی فاصله دارد. برای رسیدن به این ایستگاه می‌توان از خطوط جی‌آر، خط یامانوته استفاده کرد.
- ایستگاه یویوگی هاچیمان متعلق به خط اوداکیو-اوداوارا از این ایستگاه تا پارک ۵ دقیقه پیاده راه است.
- در صورت استفاده از ماشین شخصی می‌توان از پارکینگ این پارک استفاده کرد. پارکینگ پارک یویوگی رایگان نمی‌باشد.[۱]

## نگارخانه

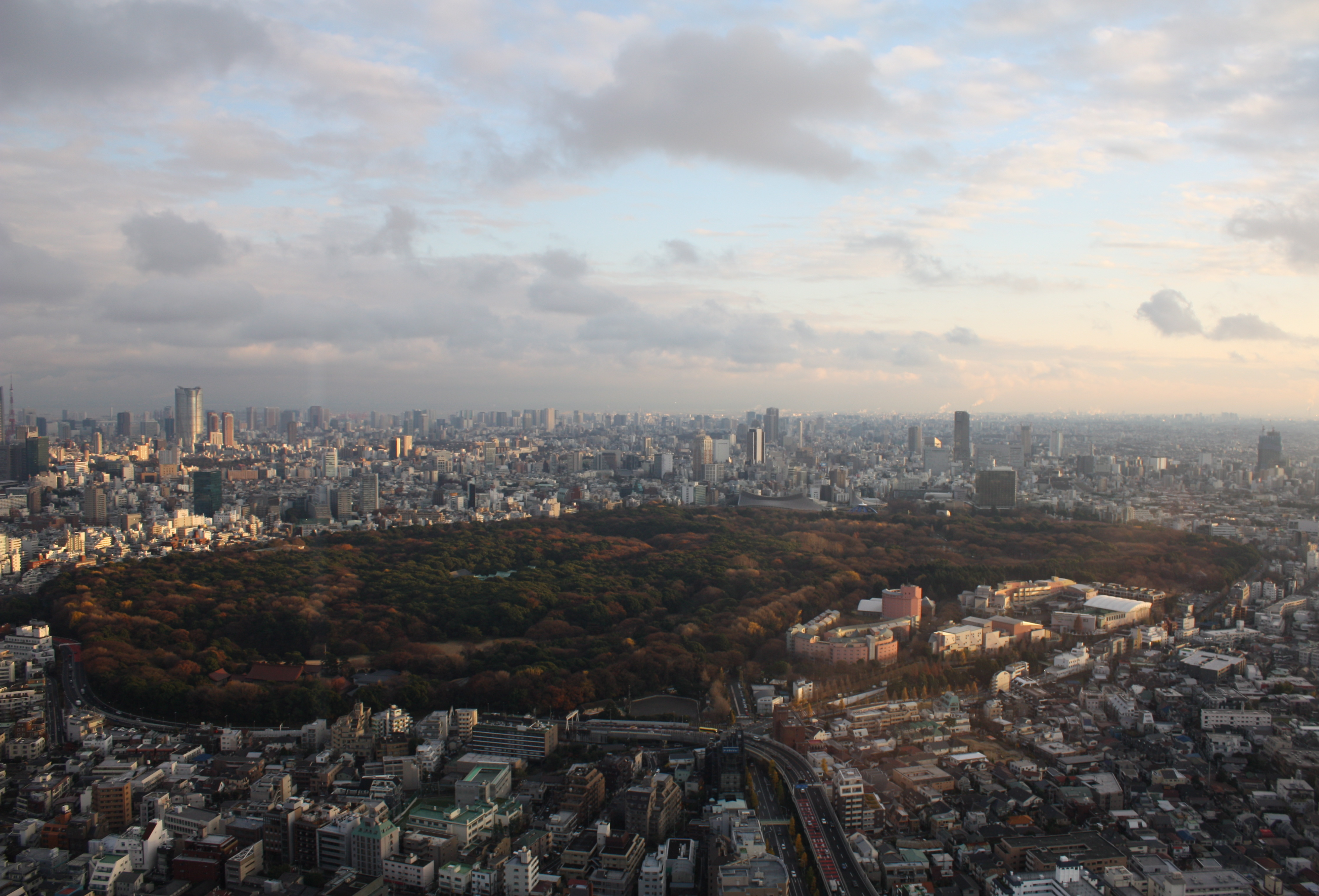
منظرهٔ پارک یویوگی از هتل هایت
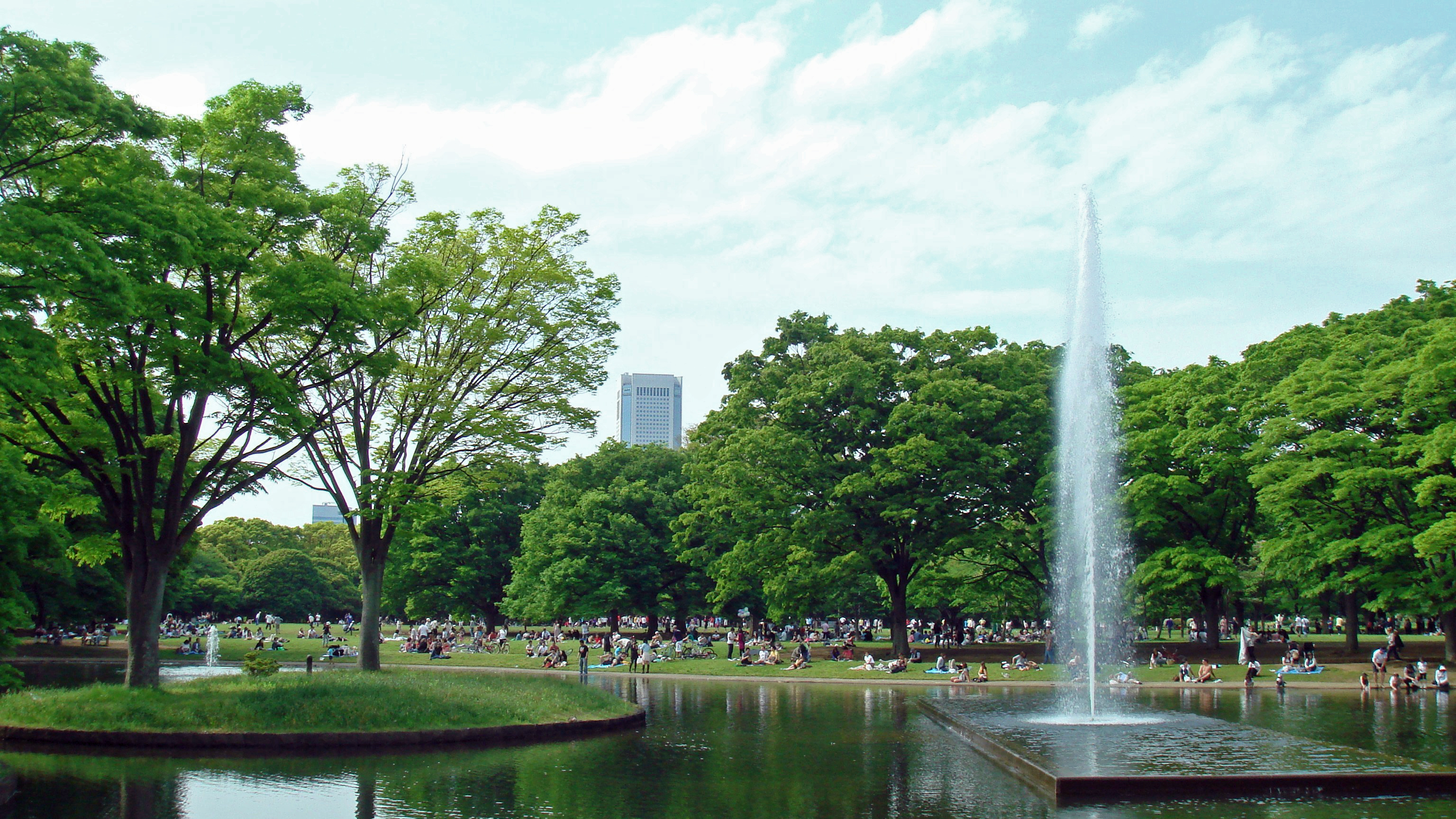
فوارهٔ آب در پارک یویوگی